# 구 (행정 구역)
구(區)는 행정 구역 단위의 하나이다.

## 안도라의 구
안도라에는 7개의 구가 있다.

## 일본
일본의 구는 다음과 같다.
- 도쿄 23구 : 시정촌과 동급의 기초자치단체이다. '특별구'라고 한다.
- 정령지정도시가 설치하는 구 : 요코하마시(371만명), 오사카시(268만명) 등 인구 70만 이상인 20개 시에 설치되어 있다. 그것은 지방자치단체가 아니라, '행정구'라고 한다.

## 중화민국(타이완)
- 직할시(直轄市)

- 가오슝시(高雄市: 고웅시): 38구
- 신베이시(新北市: 신북시): 29구
- 타이난시(臺南市: 대남시): 37구
- 타이베이시(臺北市: 대북시): 12구
- 타이중시(臺中市: 대중시): 29구
- 타오위안시(桃園市: 도원시): 13구

- 시(市)

- 신주시(新竹市: 신죽시): 3구
- 자이시(嘉義市: 가의시): 2구
- 지룽시(基隆市: 기륭시): 7구

## 홍콩
- 홍콩섬
  - 쫑사이구 (中西區 중서구[*])
  - 완차이구 (灣仔區 만자구[*])
  - 둥구 (東區 동구[*])
  - 남구 (南區 남구[*])
- 주룽반도
  - 야우침몽구 (油尖旺區 유첨왕구[*])
  - 삼수이포구 (深水埗區 심수부구[*])
  - 까울롱씽구 (九龍城區 구룡성구[*])
  - 웡타이신구 (黃大仙區 황대선구[*])
  - 군통구 (觀塘區 관당구[*])
- 신제
  - 사틴구 (沙田區 사전구[*])
  - 사이콩구 (西貢區 서공구[*])
  - 타이포구 (大埔區 대부구[*])
  - 북구 (北區)
  - 윈롱구 (元朗區 원랑구[*])
  - 튄문구 (屯門區 둔문구[*])
  - 췬완구 (荃灣區 전만구[*])
  - 콰이칭구 (葵靑區 규청구[*])
  - 레이도구(離島區 이도구[*])

## 조선민주주의인민공화국의 구
2020년까지 시·군과 동격으로 도에 직속하면서, 동 지역과 리 지역이 포함되는 구가 존재했으나 모두 군으로 전환되었다. 다른 나라의 구에 해당하는 행정 구역의 이름은 구역으로, 직할시, 특별시와 대도시에 설치된다.

## 슬로바키아
- 로주냐바구